# La dama y la Muerte
La dama y la Muerte (en inglés The Lady and the Reaper) es un cortometraje de animación en 3D estereoscópico, el primero realizado con esta técnica en España, producido por la empresa granadina Kandor Moon y la empresa malagueña Green Moon España; y dirigido por Javier Recio. Fue nominado para los Oscar como Mejor Corto de Animación, convirtiéndose así en la primera producción animada española en conseguirlo, aunque finalmente la estatuilla fue para Logorama de Nicolas Schmerkin. 
Kandor Moon es el resultado del acuerdo firmado en 2008 entre la empresa Kandor Graphics, de Granada (España), especializada en animación, y la malagueña Green Moon España, propiedad de Antonio Banderas, para producir cinco películas y colaborar en otros proyectos.
La Dama y la Muerte es, además, el ganador del Premio Goya al mejor corto de animación de 2009. La empresa Kandor Moon, ya obtuvo un Premio Goya a la mejor película de animación de 2008, por su largometraje "El lince perdido".

## Sinopsis
La Dama y la Muerte trata del derecho a la muerte digna. Una anciana, que vive sola en una zona rural y cuyo marido ha fallecido, está esperando que llegue la muerte para reunirse nuevamente con él. Cuando llega, por fin, y está a punto de entrar en el más allá para reencontrarse con su amado, se ve arrancada de las manos de la muerte por un médico petulante. Se establece una feroz lucha entre médico y Muerte, a la que la anciana asiste atónita, que se salda con la victoria de la medicina. La muerte se retira, pero la anciana no está dispuesta a postergar más la reunión con su marido.

## Información complementaria
"La Dama y la Muerte" se estrenó el 31 de octubre de 2009, en Granada. El equipo de trabajo estuvo compuesto por 36 personas. En la banda sonora, aparte de la música especialmente compuesta por Sergio García de la Puente, se incluyen dos versiones del tema "We'll meet again": al comienzo de la cinta en la versión de la cantante Vera Lynn, grabada en 1942 para una película sobre la Segunda Guerra Mundial, y al finalizar el corto, en la versión pop del grupo californiano The Turtles (1967).

## Premios y nominaciones
| Año  | Premio                                 | Resultado |
| ---- | -------------------------------------- | --------- |
| 2009 | Oscar a Mejor Cortometraje             | Nominado  |
| 2009 | Goya a Mejor Cortometraje de Animación | Ganador   |